# Liotia cancellata
Liotia cancellata är en snäckart som först beskrevs av Gray 1828.  Liotia cancellata ingår i släktet Liotia och familjen turbinsnäckor. Inga underarter finns listade i Catalogue of Life.